# Commodity Credit Corporation
La Commodity Credit Corporation ou CCC est une agence gouvernementale américaine rattachée au département de l'Agriculture des États-Unis qui fut créée le 17 octobre 1933 dans le cadre du New Deal de Franklin D. Roosevelt. Un jour plus tôt, Roosevelt émit l'ordre exécutif 6340 ordonnant sa création au titre de Delaware Corporation. La corporation avait au départ une dotation de 3 000 000 de dollars. 
Son objectif était de stabiliser les revenus des fermiers, ainsi que les prix des produits agricoles. L'agence permettait en outre d'aider les producteurs grâce à des crédits, des achats, des paiements et d'autres opérations, et mettait également à disposition des farmers des instruments nécessaires à la production et à la commercialisation des produits agricoles. La CCC avait également pour objectif de maintenir des livraisons agricoles équilibrées et adaptées aux besoins du marché, tout en sécurisant la distribution. Au départ, l'entité était gérée et administrée de manière similaire à la Reconstruction Finance Corporation, qui finançait ses opérations.